# Hamerský potok (přítok Vydry)
Hamerský potok (něm. Hammerbach) je šumavský vodní tok, s délkou 9,1 km se jedná o nejdelší pravostranný přítok řeky Vydry.

## Průběh toku
Vzniká v Mezilesní slati v nadmořské výšce 1100 m n. m. Jeho délka je 9,1 km a pod Antýglem se vlévá do řeky Vydry. Mezilesní slať se nachází jižně od Zlaté Studny. Hamerský potok protéká přes Vydří Most, U Daniela, Horskou Kvildou a okolo bývalé osady Hamerské domky. Dominantou údolí Hamerského potoka je hora Antýgl tyčící se nad levým břehem potoka do výšky 1254 m n. m. Pravostranné přítoky Hamerského potoka jsou Ranklovský potok, který se vlévá na Horské Kvildě u Daniela a menší Dlouhoslaťský potůček, který se vlévá na Horské Kvildě.

## Využití
Po rýžování zlata ve třináctém a čtrnáctém století se okolo potoka dochovaly sejpy. Asi jeden kilometr dlouhý úsek jihovýchodně od Vydřího Mostu tvoří hranici Plzeňského a Jihočeského kraje.